# Gabriel José Arias
Gabriel José Arias (nacido el 23 de mayo de 1952 en Fray Luis Beltrán, provincia de Santa Fe) es un exfutbolista argentino. Se desempeñaba como defensor y su primer club fue Rosario Central, con el que se coronó dos veces en la máxima categoría.

## Trayectoria
Debutó en la primera de Rosario Central durante el Nacional 1971, durante una huelga de profesionales. Participó de esta forma en tres partidos del torneo, que finalizó con la coronación del canalla; además anotó un gol de penal en su partido debut ante Racing Club, el 7 de noviembre. Integró también el plantel campeón del Nacional 1973. El 28 de enero de 1975 marcó el gol de Central en el primer clásico ante Newell's Old Boys por torneos internacionales, durante la Copa Libertadores de ese año y que finalizó 1-1. En la Academia jugó hasta 1975, disputando 26 encuentros, convirtiendo 4 goles (todos de penal) y obteniendo 2 títulos.
Luego de jugar el Nacional 1975 para Atlético Tucumán, emigró al año siguiente a Universidad de Chile; su estadía en el cuadro universitario no se prolongó mucho más y retornó a la Argentina, fichando primeramente para Lanús y luego por San Martín de Mendoza. En 1980 llegó al fútbol ecuatoriano, donde tras jugar un lustro, se retiró. Vistió las casacas de América de Quito, Audaz Octubrino y Deportivo Quito.

## Clubes
| Club                  | País      | Año       |
| --------------------- | --------- | --------- |
| Rosario Central       | Argentina | 1971-1975 |
| Atlético Tucumán      | Argentina | 1975      |
| Universidad de Chile  | Chile     | 1976      |
| Lanús                 | Argentina | 1977-1978 |
| San Martín de Mendoza | Argentina | 1979      |
| América de Quito      | Ecuador   | 1980-1981 |
| Audaz Octubrino       | Ecuador   | 1982      |
| América de Quito      | Ecuador   | 1983      |
| Deportivo Quito       | Ecuador   | 1984      |

## Palmarés

### Títulos nacionales
| Título           | Club            | País      | Año    |
| ---------------- | --------------- | --------- | ------ |
| Primera División | Rosario Central | Argentina | N-1971 |
| Primera División | Rosario Central | Argentina | N-1973 |